# Fernand Kolbeck
Fernand Kolbeck, né le 11 octobre 1944 à Erstein, est un athlète français spécialiste du marathon, épreuve dans laquelle il a le plus beau palmarès de France derrière Alain Mimoun.
Licencié à l'ASPTT Strasbourg, il participe au marathon des Jeux olympiques d'été de 1972 à Munich, terminant 28e en 2 heures 23 minutes 1 seconde et 2/10, et au marathon des Jeux olympiques d'été de 1976 à Montréal, terminant 34een 2 h 22 min 56 s 8.
Il fut sacré champion de France de marathon en 1971, 1972, 1973, 1974 et 1977, détint plusieurs records de France de distances non olympiques et porta 13 fois le maillot de l'équipe de France.  
Le 26 juin 1972 Fernand Kolbeck, sous les couleurs de l'ASPTT Strasbourg, remporte à Rochefort le titre de champion de France de marathon en 2h 20min 30s (Revue Postes et Télécommunications n°194 - Février 1972).
Le 20 mai 1973, Fernand Kolbeck, alors auxiliaire au centre de tri postal de Strasbourg, établit un nouveau record de France des 25 km sur piste en 1h 16' 3" 8, troisième performance mondiale de tous les temps (Revue Postes et Télécommunications n°217 - Janvier 1974).
Enfin, en 1978 il est crédité de la meilleure performance française en 2 h 16 min 33 s , et en 1979 il remporte le marathon de Paris.
Actuellement, et depuis de nombreuses années, Fernand Kolbeck s'occupe de l'entraînement des coureurs de demi-fond et fond à l'ASL Robertsau (Strasbourg).